# Browning BAR M1918
 (avril 2018).
Pour les articles homonymes, voir BAR.

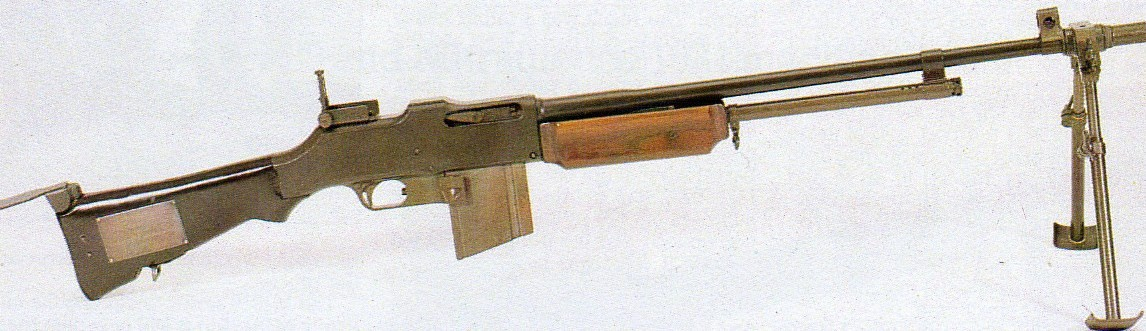
Le BAR M1918A2 de la Guerre mondiale.

Le Browning BAR (Browning Automatic Rifle) M1918 est un fusil mitrailleur conçu par John Browning en 1916. Il est adopté par l'US Army en 1918 pour remplacer les Chauchat M1918 acquis trop hâtivement en 1917. Le FN BAR M1918, sans bipied, est fabriqué à 85 000 exemplaires entre 1917 et 1918 par Colt, Marlin-Rockwell Corporation et Winchester. Après la Première Guerre mondiale, les firmes Colt et FN Herstal (détenteur des brevets Browning pour l'Europe) continuent la production du BAR. Au début des années 1920, l'US Cavalry adopte un modèle allégé, le BAR M1922. En 1937, l'Armée américaine modifie ses M1918 en y ajoutant un bipied créant le BAR M1918A1. Enfin, en 1940, apparaît la version 1918A2 qui sera massivement utilisée au cours de la Seconde Guerre mondiale, de la guerre de Corée et de la guerre du Viêt Nam. Parallèlement aux États-Unis, la Belgique (FN Modèle 30/Type D), la Pologne (RKM Wz 28) et la Suède (KSP 21/KSP 37) développent des variantes du FN BAR. De son côté, Colt en proposa deux versions commerciales : le Monitor et le R75.

## Versions réglementaires et commerciales américaines
La famille des FN BAR constitua l'arme de soutien du G.I. des années 1920 à la fin des années 1950.

### BAR M1918
Ce premier modèle servit aux soldats de la 79e Division US en septembre 1918  -parmi ces fantassins figurait le lieutenant Val Browning, fils de l'inventeur-. Il fonctionne par emprunt des gaz. Sa crosse demi-pistolet et le repose-main quadrillé sont en noyer. Le cache-flamme tubulaire supporte le guidon à lame. La hausse est réglable à œilleton et située à l'arrière du boîtier. Il tire en rafale ou au coup par coup.

### BAR M1922
Cette version utilisée de 1924 à 1940 possède un canon étoffé et raccourci muni d'ailettes de refroidissement. Un bipied fixé sur le canon et un support tubulaire bridé au niveau de la poignée demi-pistolet sont les autres modifications du M1922.

### BAR M1918A1
C'est un reconditionnement des M1918 déjà en service. Son nouveau bipied rabattable à platines à pointe d'ancrage est monté sur le tube d'emprunt des gaz. La plaque de couche comporte un crochet métallique d'attache à l'épaule. Le devant a été légèrement réduit.

### BAR 1918A2 et T34
Le BAR 1918A2 est sans doute le plus produit des BAR. Il est produit de 1940 à 1945 par IBM et New England Small Arms Corporation (structure rassemblant six firmes pour fournir la demande militaire). Il se différencie des précédents par l'adjonction d'un support tubulaire monté sur la crosse (en arrière de la grenadière). Le bipied, fixé en avant du guidon sur le cache-flamme, comporte des patins. Le devant, encore réduit, incorpore une plaque métallique de dissipation thermique. La hausse est maintenant empruntée à la mitrailleuse Browning. Le sélecteur des M1918 et M1918A1 cède sa place à un régulateur de cadence de tir. Au cours de la Seconde Guerre mondiale, chaque groupe de combat américain l'a en dotation : l'arme est encore modifiée par un dernier raccourcissement du devant avec de nouvelles rainures de préhension, d'une crosse en matière synthétique, d'un régulateur d'emprunt des gaz. À la fin de 1944,apparaît une poignée de transport.
Cette version fut employée après 1945 au cours de la guerre de Corée (remise en fabrication par Royal McBee Typewriter Co). L'armée de la république du Viêt Nam lui fit connaître à nouveau le feu entre 1964 et 1975. Taïwan et de nombreux pays sud-américains possèdent encore des BAR dans leurs réserves.

### Fiche technique
- Munitions : .30-06 et 8 mm Mauser (export)
- Longueur totale : 1,19 m (M1918/M1918A1), 1,215 m (M1918A2)
- Canon : 61 cm, 45,7 cm (M1922)
- Chargeur : 20 coups (droit)
- Masse (arme vide) : 7,6 kg (M1918), 8,41 kg (M1918A1), 8,82 kg (M1918A2) et 8.74 kg (M1922)
- Cadence de tir : 550 c/min, 350-450 ou 560-650 c/min (M1918A2)

## FN Mle 30 et FN Type D

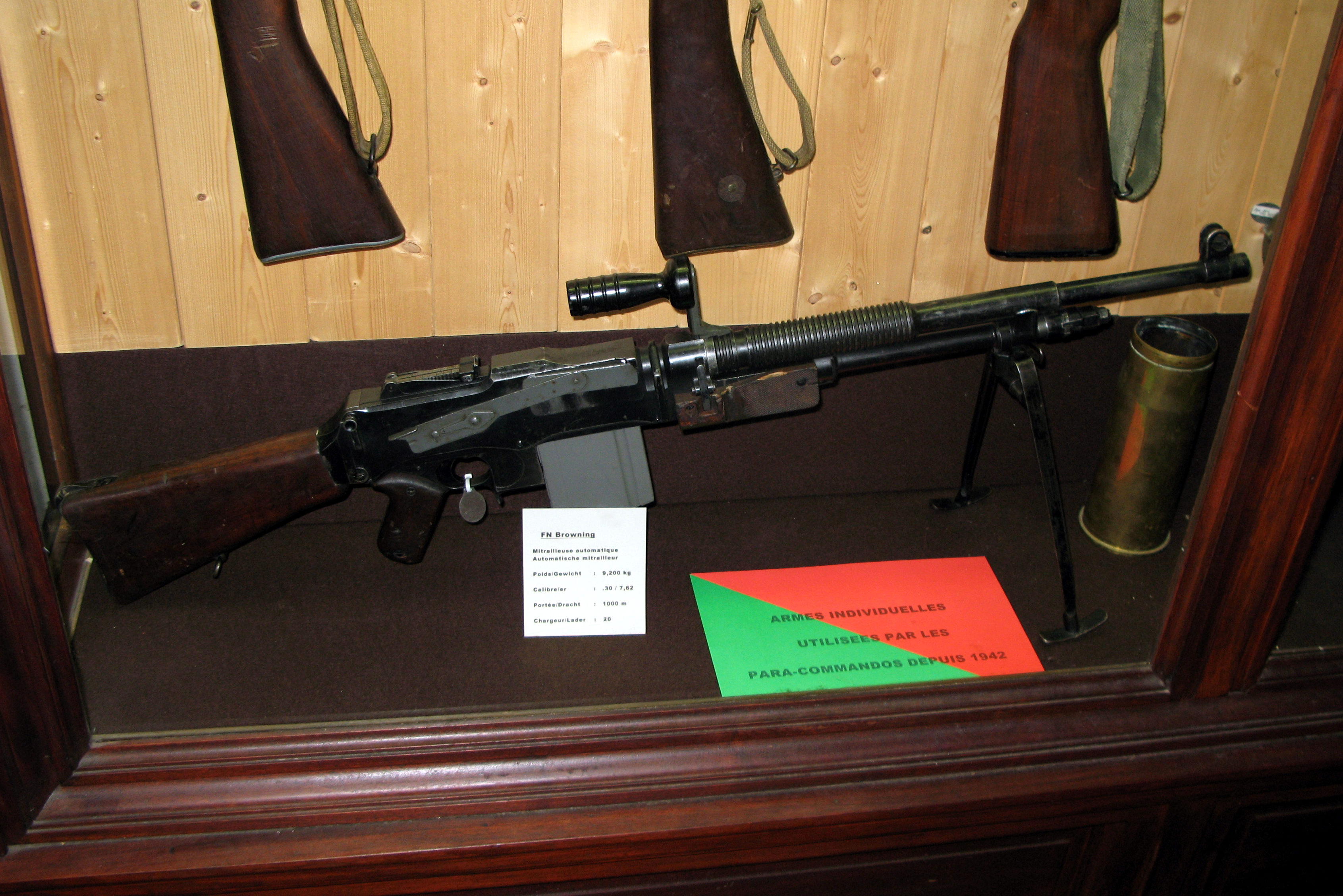
Le FN Type D des Belges durant la guerre de Corée (Musée de la Légion Étrangère).

### Description
En 1923, la FN Herstal obtenait des licences de production et d'exportation du BAR M1918. L'ingénieur Dieudonné Saive,concepteur du FN FAL, le modifia en FN 30 qui fut mis en service dans l'armée belge en remplacement du Lewis Mark I. Les changements concernent la munition, l'emplacement du ressort récupérateur, la présence d'une poignée-pistolet et la modification des formes de la crosse et du garde-main. À partir de 1932, est produit le FN Type D (avec un canon démontable).
Après la guerre, des FM FN D .30 furent fabriqués en Belgique avec le calibre .30-06.
Avec l'apparition du calibre 7,62 OTAN, apparurent des FM FN DA1 dans ce calibre.
Le FM FN D .30 était encore en usage dans les forces aériennes fin 1988. Il a dû être retiré peu après car à cette date l'équipement de la force aérienne belge avec la carabine FNC était bien avancé.

### Fiche technique FN 30
- Munition : 7,65 mm Mauser/7,92 mm Mauser/.30-06/7,62 OTAN
- Canon : 50 cm
- Longueur totale : 1,15 m
- Masse (arme vide) : 9,57 kg
- Chargeur : 20 coups
- Cadence de tir : 450 ou 650 c/min

## WZ 28

### Description
En juillet 1924, l'armée polonaise lance un concours pour désigner son fusil mitrailleur. À la suite des longs tests où d'autres modèles sont éliminés (entre autres Hotchkiss modèle 1922 et Lewis modèle 1923), c'est en 1927 que les Polonais décident d'acquérir, auprès de la FN Herstal belge, des FM Browning ainsi que la licence pour une future fabrication à Varsovie (Państwowa Fabryka Karabinów). Ainsi, le 10 décembre 1927 un contrat est signé avec la FN Herstal pour l'achat de 10 000 exemplaires du FM Browning modifiés selon les spécifications techniques fournies par les Polonais. Dans ce contrat, la FN Herstal s'engage à livrer les FM avant la fin septembre 1929 puis, pour un montant séparé, à fournir une documentation technique complète permettant aux Polonais de lancer leur propre fabrication sous licence. Cette commande provoque cependant des problèmes au sein de la Fabrique Nationale, submergée à l'époque par des commandes de la nouvelle carabine de système Mauser. Il s'avère en outre peu à peu que les représentants de la marque belge induisent les Polonais en erreur en leur faisant croire que les Browning ayant pris part au concours étaient de fabrication belge : en réalité il s'agissait de FM de fabrication américaine que les Belges revendaient (la Fabrique Nationale s'apprêtait seulement à lancer sa propre production). Quant aux modifications demandées par les Polonais (adaptation au calibre 7,92 mm Mauser, modification des instruments de visée, bipied différent, poignée-pistolet) étaient effectuées à la volée. Il s'avère surtout que la firme belge n'a pas le droit d'en revendre la licence.
Tout cela provoque un retard dans la livraison des FM à la Pologne : elle ne sera complétée qu'en février 1930. De plus, la documentation livrée en 1928 s'avère incomplète, et surtout la question de la licence reste incertaine. Ainsi, en 1930, une équipe technique polonaise est formée afin de compléter la documentation en mesurant et en analysant les Browning livrées par les Belges. Lors de ces travaux, les Polonais découvrent de nombreuses erreurs et approximations (résultant d'une conversion rapide du système de mesures américain aux mesures européennes) dans la documentation livrée, demandent à consulter les plans originaux, et c'est là que la manipulation belge (livraison des Browning américaines en tant que Browning belges) est mise au jour. Se sentant lésés, les Polonais décident alors de casser le contrat dans sa partie « achat de licence », et décident de payer uniquement pour les FM livrés. Finalement, après un accord extra-judiciaire à l'amiable, les Polonais paient encore 125 000 dollars à la FN Herstal pour la partie de la documentation (partielle) qui leur a été livrée.
Finalement, la production du Browning wz. (wzór : modèle) 28 débute en Pologne en 1930, à la Panstwowa Fabryka Karabinów (Manufacture nationale de fusils) (en) à Varsovie. 13 à 14 000 FM Browning wz. 28 seront fabriqués en Pologne de 1930 à 1939.

Les exemplaires produits en Pologne comportent une série de modifications par rapport à la version d'origine (amélioration de la construction du régulateur des gaz et du piston, changement de la forme de la crosse sur certains exemplaires – la crosse dite « queue de poisson »). À la fin des années 1930, d'autres modifications sont mises en œuvre (nouveau modèle de bipied, nouveau canon à remplacement rapide). Les travaux sur un canon changeable rapidement donnent lieu à deux variantes modernisées du Browning wz.28 : le wz. 28/38B (destiné au concours de l'armée bulgare) et le wz. 28/38T (pour la Turquie). À cause de la guerre, ces variantes ne seront cependant jamais fabriquées en série.

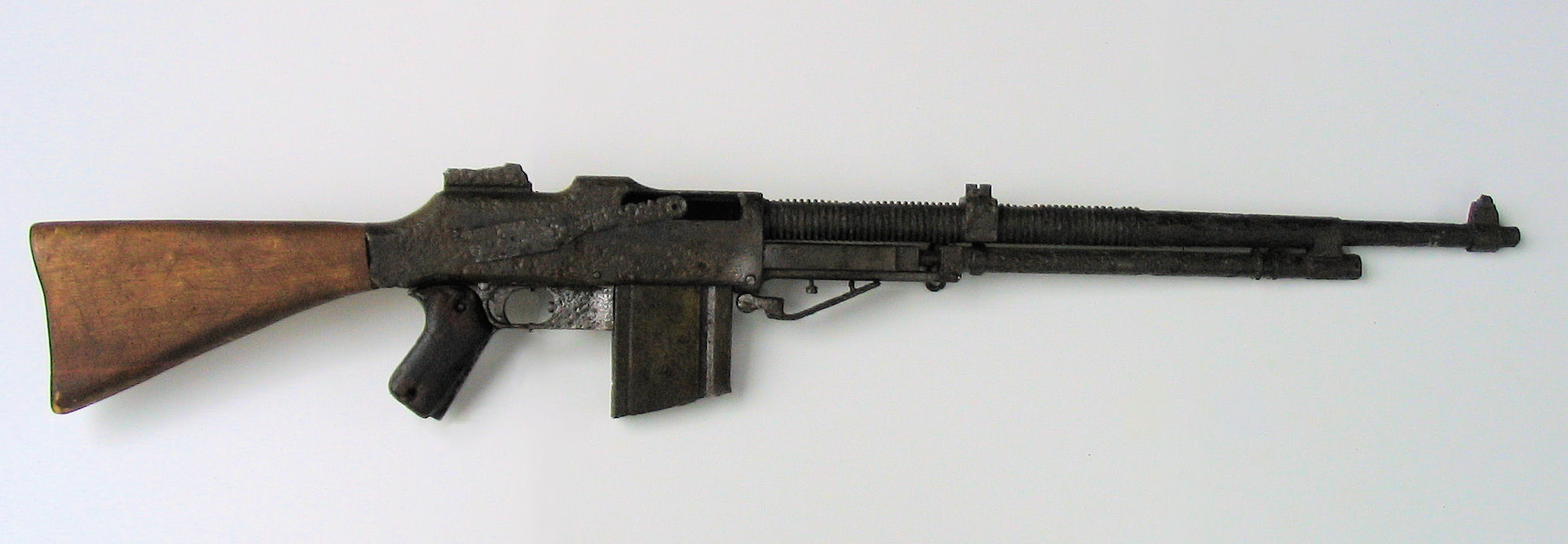
Browning wz 28, version polonaise.

### Fiche technique
- Munition : 7,92 mm Mauser
- Longueur : 1.145 m
- Canon : 55 cm
- Masse sans chargeur : 9 kg
- Cadence de tir théorique : 300 ou 600 c/min
- Chargeur : 20 coups

## Utilisateurs principaux
Bien avant le Kalachnikov RPK, le BAR fut le FM qui connut la plus grande diffusion puisqu'il fut en service dans les pays suivants :
- Algérie : L'Armée de libération nationale Récupéra certaines de ces armes sur les soldats français ou via le trafic d'armes durant la Guerre d'Algérie.
- Reich allemand : La Wehrmacht utilisa des FM belges, polonais et US pris sur l'ennemi.
- Belgique : FM Mle 30 (bataille de France), FN Type D (en .30-06 puis en 7,62 OTAN pour cause de standardisation).
- Cambodge : Surplus US.
- Chili : Armes de fabrication US et belge (7 mm Mauser puis .30-06).
- Chine : Emploi par les troupes du Parti communiste chinois. FM produits par Colt et FN Herstal en 7,92 mm Mauser pour le Kuomintang ou pris aux Japonais.
- Colombie : Surplus US.
- République démocratique du Congo : Armes belges issues des magasins de la Force publique.
- Corée du Sud : Surplus US.
- Costa Rica : Surplus US.
- Égypte : Armes belges en 7,92 mm Mauser fournies sous Farouk Ier. Connurent la crise de Suez.
- États-Unis : Employé massivement par l'infanterie et par les marines.
- Éthiopie : Armes belges en 7,92 mm Mauser.
- France : emploi par les FFL puis par l'armée de la Libération. Armes employées ensuite pendant la guerre d'Indochine et la guerre d'Algérie.
- Japon : l'armée impériale japonaise retourna des armes prises sur les chinois et les G.I. contre eux.
- Pologne : Utilisation de la version RKM Wz 1928.
- Royaume-Uni : emploi par la British Home Guard.
- Taïwan : FM produits par Colt et FN Herstal en 7,92 mm Mauser pour la République de Chine (avant 1937). Le KMT reçut des BAR M1918A2 durant la guerre sino-japonaise (1937-1945). Leur utilisation fut massive lors de la guerre civile chinoise.
- Union soviétique : FM d'origine polonaise pendant la Seconde Guerre mondiale.
- Viêt Nam du Sud
- Armée républicaine irlandaise provisoire

## Culture populaire

### Films
- L'affiche et les combats de La 317e Section (un des rares films français sur la guerre d'Indochine) montre Bruno Cremer portant un BAR sur l'épaule (tenu par le cache-flamme).
- Dans le film La Canonnière du Yang-Tsé, on suit les heurs et malheurs d'un équipage d'une canonnière de l'US Navy, le San Pablo, sur le Yang-tsé lors de la montée en puissance des nationalistes chinois dans les années 1920. Steve McQueen, sous-officier mécanicien sur ce bateau, manie un BAR lors de l'assaut d'un barrage de jonques, ainsi que dans la scène finale du film.
- Le BAR est également présent dans de nombreux films de guerre sur la Seconde Guerre mondiale, notamment Il faut sauver le soldat Ryan.

### Jeuxvidéo
- Le BAR apparaît régulièrement dans la série de jeux vidéo Medal of Honor et ce depuis le premier volet sur PlayStation.
- Le BAR est également l'une des armes américaines de la 2e guerre mondiale à apparaître de façon récurrente dans la série de jeux Call of Duty.
- Le BAR est utilisé fréquemment par le héros et les soldats américains dans le jeu Brothers in Arms: Hell's Highway.
- Le BAR apparaît également dans la série de jeux Company of Heroes.
- Le BAR apparaît dans Fallout: New Vegas dans le DLC dead money.
- Le BAR apparaît dans le jeu Battlefield 1 dont l'époque se situe vers la fin de la Première Guerre mondiale.
- Le BAR 1918A2 apparaît dans le jeu Battlefield V se passant pendant la Seconde Guerre mondiale[1].
- Le BAR apparait dans le jeu Battlefield 1942.
- Le BAR apparaît dans sa version WZ28 dans le jeu Enemy Front (dû au fait que l'histoire se déroule lors de l'Insurrection de Varsovie).
- Dans le jeu Heroes & Generals, l'arme peut être utilisée comme arme de soutien. Différentes pièces peuvent être modifiées, comme les munitions, ressort, détente, canon et viseur.
- Plusieurs BAR sont au cœur d'une enquête du jeu L.A. Noire, après avoir été volés sur un navire ramenant des soldats ayant combattu dans le Pacifique.
- Le BAR 1918A2 est également utilisé dans le jeu Rising storm 2: Vietnam par l'armée républicaine du Vietnam.
- La BAR apparaît également dans de nombreuses variantes (M1918 ; M1918A1 ; M1918A2 et WZ.28) dans le jeu en ligne multiplatefrome Enlisted
- Le BAR 1918A2 est également utilisé dans le jeu en ligne Squad 44

## Sources
- Le B.A.R. M1918 Le BAR M1918 sur www.us-militaria.com